# 盧飛白
盧飛白（1920年—1972年），名吕经，筆名李經，山项卢家人。留美學人。诗人，书评家。

## 生平
小学、初中就读回浦附小、回浦中学。
1935年考入杭州高级中学，後在雲南昆明就读西南联合大学外文系。早期白馬社詩人，與唐德剛、心笛（浦麗琳）、艾山（林振述）、黃伯飛、周策縱等人時有詩唱和。
1942年毕业服务抗战，改调志愿，当一年军中翻译官。
1946年返回北平，入清华大学任教一年大一英文。
1948年與杨振宁、何炳棣等考取庚子赔款赴美，任教美国芝加哥大学教授。留美期間以艾略特為論文題目而享譽國際，專長是艾略特詩集研究，常同耶鲁大学“新批评派”的教授笔战。期間也有研习西洋文学，芝大教授研究西洋文学，以宗亚理斯多德为经典，自成一个系统。那時他仍写新诗，一如联大少年时候。
1950年代他曾访问欧洲，写有多篇欧游杂诗。最有名的一篇为《伦敦市上访艾略特》，不仅写活了这位20世纪最重要的诗人的神态，而且将他诗中想表达的境界启示给了读者。
1951年8月與傅在绍结婚，傅是衣料图案设计员，夏志清的兄長夏濟安曾是她的家教。
1964年在芝加哥大学荣获英国文学哲学博士学位。
1966年出版《艾略特：他的诗论的辩证式的结构》，全书170页，其中有27页是参考资料，广征博引，英文写得很好，而且能自成一家言，在美国文学界引起反响。同年，数学家华罗庚在美国邀请学术界知名人士卢飞白等十几名华人座谈，并留影。
1968年经邀请入威斯康辛大学任教，因身体有病辞退。
1969年7月返回纽约定居长岛镇哈顿区，任教长岛大学波斯德学院，从事研究英国诗文和诗的批评理论，潜心研究艾略特的诗论。

## 成就
盧飛白一生淡泊名利，潛心研究。1966年曾以李經為筆名在《文學雜誌》上發表過幾首「艾略特式」的詩作，還曾与美国当代第一诗人兼批评家艾略特見面，成为美谈。平時因煙酒過度。夏志清回憶見面時，二人都抽纸烟，一根一根不断的抽。视网膜曾經脫落，以雷射治癒，1972年3月10日以食道癌去世，享年52歲，末偿遗愿，仅留遗稿。卒葬异国。
1968年间曾與吐温出版社订了合同，要写一部《刘勰评传》，未能如願。唐德剛說：“就把他最有天才的一生，奉獻給艾略特，而死個最淒涼之死”。

## 家庭
盧飛白有兩個女兒盧宣哲，盧琴仪。